# Stazione di Monserrato Policlinico
La stazione di Monserrato Policlinico è una fermata tranviaria (denominata semplicemente fermata Policlinico), a servizio del comune di Monserrato, capolinea delle linee 1 e 2 della rete tranviaria di Cagliari.

## Storia
Realizzata negli anni 2010 e facente parte del progetto più ampio del prolungamento della linea 1 della Metrocagliari costato oltre 20 milioni di euro, dopo diversi rinvii, è stata inaugurata il 14 febbraio 2015 divenendo l'impianto terminale della linea 1 della tranvia cagliaritana.

## Strutture e impianti
Gestita come la tranvia dall'ARST, la struttura è dotata di una banchina centrale, ed ospita due binari tranviari a scartamento da 950 mm con linea aerea di contatto. La stazione è sopraelevata, così come lo è tutto il percorso dalla stazione di Monserrato Gottardo (capolinea originario della linea 1), poiché occorre scavalcare la strada statale 554.

## Movimento
L'impianto è il capolinea della linea 1 della rete tranviaria di Cagliari ed è collegata dai tram di Metrocagliari espletanti i collegamenti con il capolinea cagliaritano di piazza Repubblica.
In alcuni orari terminano anche le corse prolungate della linea 2 per Settimo San Pietro.

## Servizi
L'impianto è dotato di una banchina centrale con pensilina, tabelloni informativi e una biglietteria automatica per titoli di viaggio ARST. Essendo sopraelevata essa è raggiungibile attraverso due scale o un ascensore, permettendo così anche l'accesso alle persone diversamente abili. All'ingresso sono presenti anche mappe in linguaggio Braille per le persone non vedenti.
- Biglietteria automatica

## Interscambi
Nel piazzale del Policlinico Universitario, a 100 metri dalla fermata, è presente il capolinea delle linee 8 e 29 di autobus suburbani espletate dal CTM.
- Capolinea autobus

## Galleria d'immagini

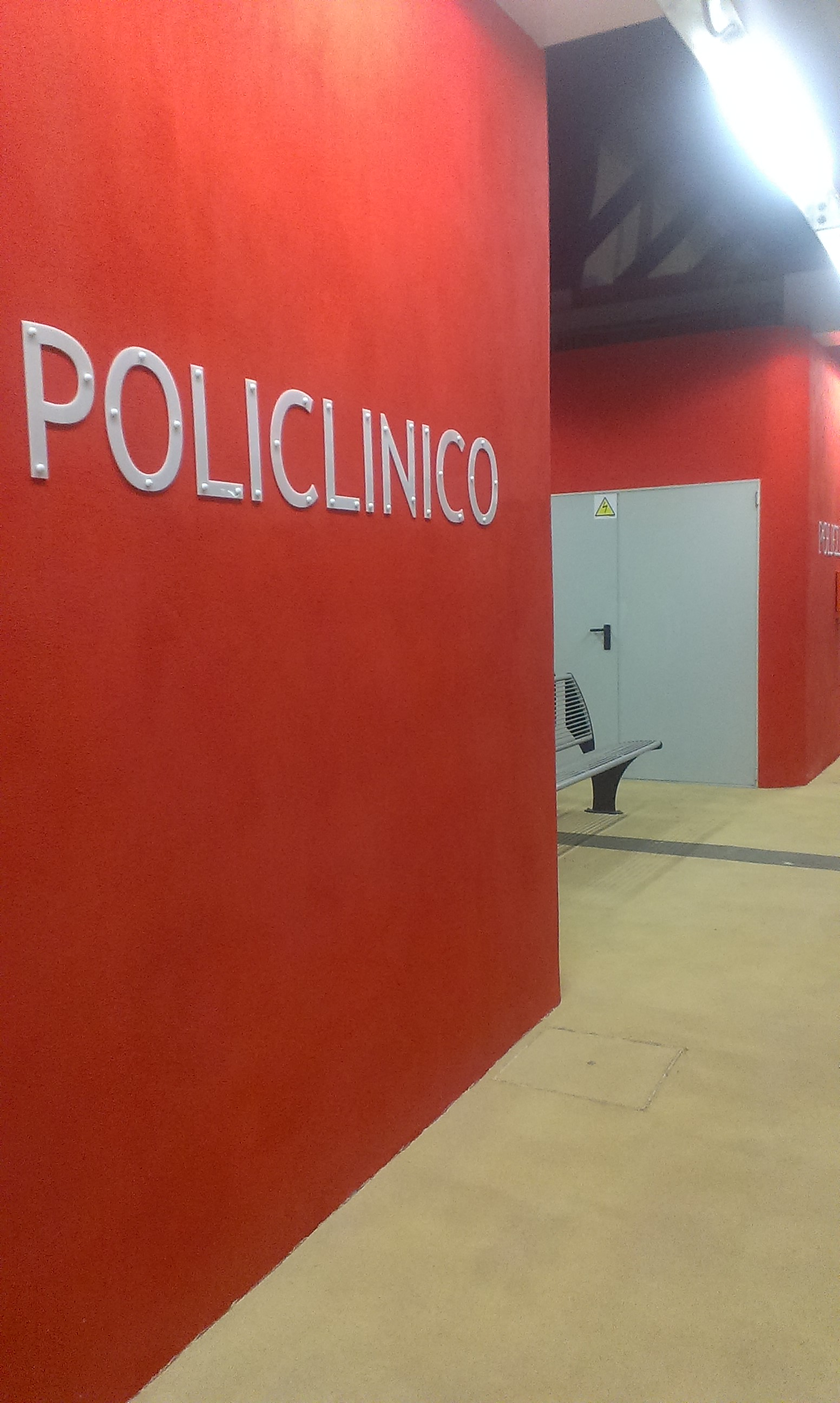
Insegna della fermata nella parete dell'ascensore a centro banchina
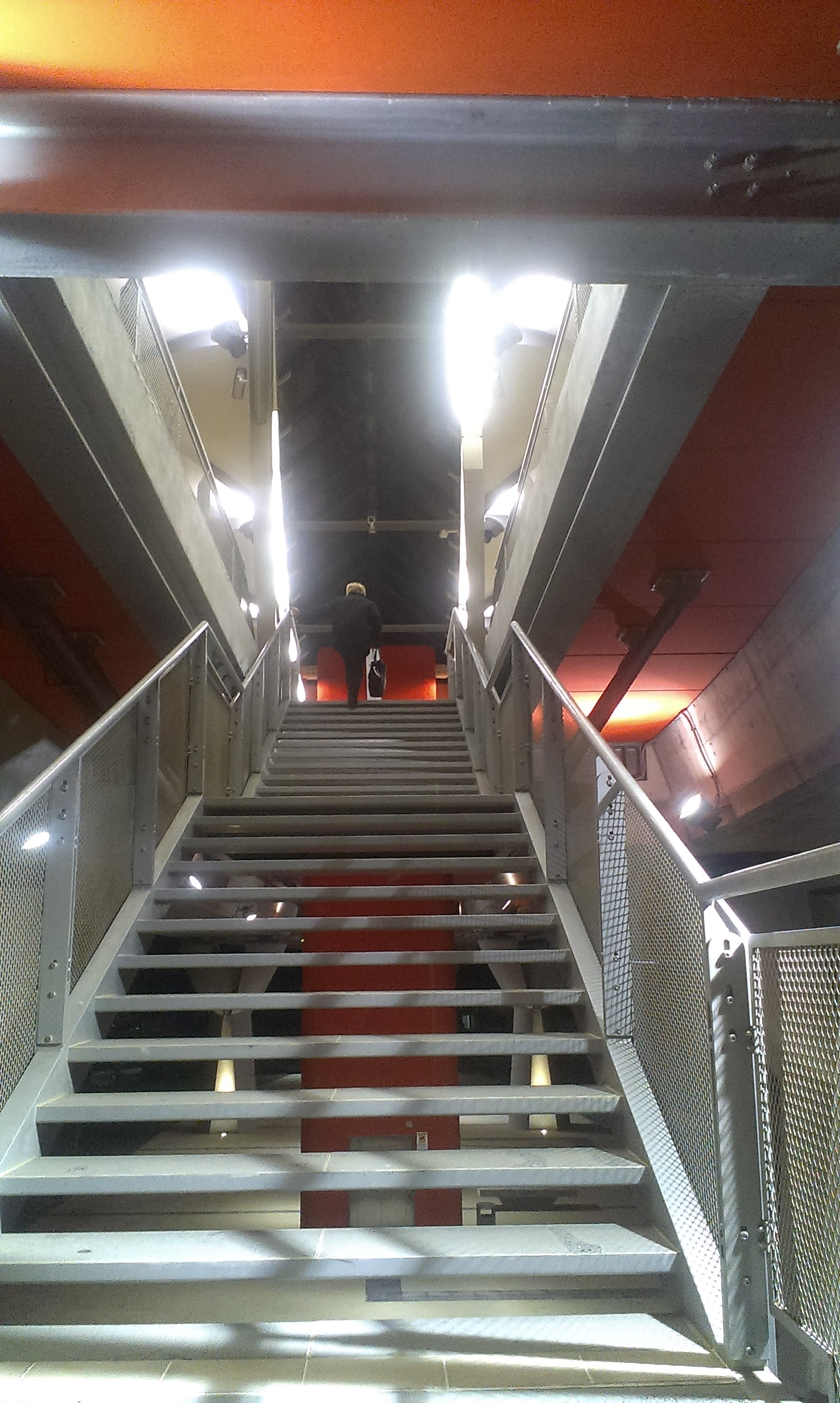
Scala che conduce alla banchina sopraelevata